# ادیف
ادیف (انگلیسی: Administrador de Infraestructuras Ferroviarias) شرکت خوشه‌ای اسپانیایی است، که در سال ۲۰۰۵ تأسیس شد.